# Takafumi Kojima
Takafumi Kojima (ur. 29 sierpnia 1983) – japoński zapaśnik w stylu wolnym. Zajął 15 miejsce na mistrzostwach świata w 2006. Srebrny medalista igrzysk azjatyckich w 2006 i brązowy w 2014. Zdobył trzy brązowe medale mistrzostw Azji, w 2005, 2012 i 2015 roku.